# Мандок
Мандок (угор. Mándok) — місто в медьє Саболч-Сатмар-Береґ в Угорщині.
Місто займає площу 28,91 км², там проживає 4 301 особа (за даними 2010 року). За даними 2001 року, серед жителів міста 96 % — угорці, 4 % — роми.
Місто Мандок розташоване за 53 км на північний захід від центру міста Ньїредьгаза. У місті знаходиться однойменна залізнична станція. Поруч протікає річка Тиса.

## Пам'ятки
- Замок Форгач, відноситься до стилю пізнє бароко;
- Католицька церква, побудована в 1821 році;
- Протестантська церква, побудована в 1828 році.

| Угорщина | Це незавершена стаття з географії Угорщини. Ви можете допомогти проєкту, виправивши або дописавши її. |